# Jan Commandeur (burgemeester)

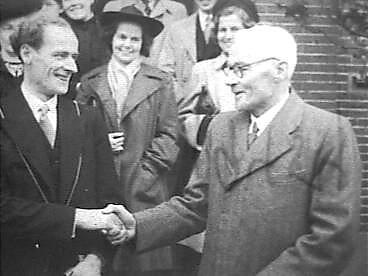
Jan Commandeur (rechts) met zijn zoon en opvolger Piet Commandeur in 1946.

Jan Commandeur (Wognum, 17 december 1880 – aldaar, 2 februari 1964) was burgemeester (en gemeentesecretaris) van Wognum van 1 juli 1921 tot 15 maart 1946. Daarvoor had hij al vele jaren als ambtenaar voor deze gemeente gewerkt. Hij was de zoon van Klaas Commandeur en vader van Piet Commandeur. Beiden waren zij eveneens burgemeester van Wognum, in een rij van vijf opeenvolgende burgemeesters uit dit geslacht dat gezamenlijk 142 jaar het burgemeesterschap van Wognum bekleedde.
Tijdens de jaren dat Jan Commandeur het burgemeestersambt bekleedde kreeg Wognum waterleiding en werd het elektriciteitsnet van de gemeente verbonden aan het Provinciaal Elektriciteitsbedrijf van Noord-Holland. Tijdens de Tweede Wereldoorlog dook hij onder nadat hij had geweigerd inwoners van de gemeente te werk te stellen bij het verslepen van zand voor bunkers en loopgraven.